# 増野徳民
増野 徳民（ましの とくみん、天保12年（1841年） - 明治10年（1877年）5月20日）は、幕末から明治時代にかけて活躍した尊攘運動家、医師。名は乾、字は無咎。

## 人物
医者・増野寛道の子として生まれる。吉田松陰の門人で、松下村塾の創立に尽力。松陰入獄後、岡田以伯に医術をまなびながら尊攘運動をおこなう。1862年（文久2年）
、久坂玄瑞による長井雅楽暗殺計画に加わるも失敗。その後は、尊皇攘夷、倒幕運動に積極的に参加せず、故郷で医業、軍医に専念。1877年（明治10年）に死去。享年37歳。